# کامو، جمهوری آذربایجان
کامو یا هاچیشن (به لاتین: Hacışen یا Kamo، به ارمنی: Կամո) یک منطقه مسکونی پیشین در جمهوری آذربایجان است که در شهرستان گوی‌گول واقع شده است.

## تاریخ
ارمنیان ساکن در این ناحیه و پیرامون آن در میان جنگ قره‌باغ در سال ۱۹۸۹ به ناحیه ستک در ارمنستان رفتند و آذری‌ها روستای ینی زود (به‌معنی زود جدید و نو) را در نزدیکی آن بنا نهادند. مردم آذری کامو به ینی‌زود مهاجرت کردند و کامو در سال ۱۹۹۹ جایگاه خود را به‌عنوان روستا از دست داد و متروکه شد.